# Гордон Сміт
Гордон Гарольд Сміт (англ. Gordon Harold Smith; нар. 25 травня 1952, Пендлтон, Орегон) — американський політик, був сенатором США від штату Орегон з 1997 по 2009. Член Республіканської партії.
Він провів два роки як місіонер Церкви Ісуса Христа Святих останніх днів у Новій Зеландії. Здобув ступінь бакалавра в Університеті Бригам Янг у штаті Юта і юридичну освіту в Південно-західній школі права в Каліфорнії. Працював адвокатом у Нью-Мексико і Аризоні, був директором Smith Frozen Foods у штаті Орегон, членом Сенату штату Орегон з 1992 по 1997 роки.